# Endomychus tomishimai
Endomychus tomishimai es una especie de coleóptero de la familia Endomychidae.

## Distribución geográfica
Habita en Japón.